# ديان ميزغا
ديان ميزغا (16 يوليو 1985 بتشاكوفيتش في كرواتيا - ) هو لاعب كرة قدم كرواتي في مركز الوسط. لعب مع أبولون ليماسول ونادي ماريبور وهايدوك سبليت وNK Čakovec ‏.

## وصلات خارجية
- ديان ميزغا على موقع الاتحاد الأوربي (الإنجليزية)
- ديان ميزغا على موقع قاعدة بيانات كرة القدم.إي يو (الإنجليزية)
- ديان ميزغا على موقع Soccerway.com (الإنجليزية)
- ديان ميزغا على موقع AS.com (الإسبانية)